# Споменик Мари Ресавкињи
Споменик Мари Ресавкињи, како је познат у народу, споменик је палим ратницима вароши Свилајнца у ослободилачким ратовима од 1912. до 1918. године. Споменик се налази у Свилајнцу на малом тргу који пресеца улицу Стевана Синђелића, а народ га је прозвао по споменику – Трг Маре Ресавкиње.
Темељи споменика постављени су 1923. године, а сви радови су завршени три године касније. Споменик је откривен 27. октобра 1926. године, на свечаности којој су присуствовали краљев изасланик и многе угледне личности. Дело је вајара Ивана Зајца. За ово уметничко дело позирала је девојка из Свилајнца Зора Милосављевић, касније удата Биџић.

## Изглед споменика
Споменик је био у виду „пирамиде од мермера, на чијем је врху стајала од туча фигура лепе Ресавке у народној ношњи. Ресавка је у десној руци држала лучу, а у левој ловоров венац, док су јој под ногама били постављени војнички симболи – труба и добош”.
На предњој страни постамента исписано је крупним словима: +Палим ратницима / Вароши Свилајнца / 1912–1918 / благодарно потомство.
При дну пирамиде била су урезана имена око 400 ратника из Свилајнца, међу њима и имена оснивача „Политике” Владислава и Дарка Рибникара, који су такође отуда родом. На угловима пирамиде налазиле су се слике многих ратника, а при дну су урезана имена чланова одбора који су подигли споменик.

## Обнова споменика
За време Другог светског рата споменик је оштећен. После ослобођења грађани Свилајнца су одлучили да обнове споменик. Тако је ангажован вајар Лојзе Долинар, који је према сачуваном калупу Зајчевог дела излио нову статуу. Обновљени споменик је свечано откривен 29. новембра 1951. године. На новом споменику постављена је табла са урезаним текстом: Палим ратницима / Варошице Свилајнца / 1912-1918 / Благородно потомство / Подиже овај споменик 27 Х 1926 / преко ноћ 7-8 јула 1944. уништили су / Ресавски четници, а обнови је / Грађанство Свилајнца.

## Мит о Мари Ресавкињи
Постоји више верзија о пореклу мита о „Мари Ресавкињи”. Легенде кажу да се после косовске трагедије 1389. године ћерка једног српског племића, Мара, заједно са мајком закалуђерила у неком од српских манастира. Постоји и прича о Мари из времена Првог српског устанка, кћери Јоксе Ресавца, једног од првих досељеника са Косова. По њима, Мара је као отресито чељаде сарађивала са ресавским кнезом Петром Јаковљевићем Ерчићем и Стеваном Синђелићем у организовању отпора према Турцима и лично учествовала у неким акцијама. Коначно, постоји и верзија да се ради о девојци која се заједно са српским војницима борила у Првом светском рату и повлачила преко Албаније.